# تجميل لغوي
التجميل النحوي (بالإنجليزية: Syntactic sugar) هو مصطلح في البرمجة وعلوم الحاسوب يشير إلى بناء الجملة في لغة البرمجة وجعل الأمور أسهل في القراءة والتعبير، على الرغم من أن الطرق البديلة للتعبير عنهم موجودة سابقاً.
وتجعل استخدام الإنسان للغة أكثر سلاسة و يُمكن من التعبير عن الأشياء بشكل أكثر وضوحا وأكثر تفسيراً، أو بأسلوب بديل يفضله البعض.
و على وجه التحديد الإنشاء في اللغة يسمى التجميل النحوي فإن كان من الممكن أن يتم إزالته من اللغة بدون أي تأثير على ما قد تفعله اللغة من وظائف ومن قوة تعبيرية فسوف يبقى كما هو. ومن الممكن أن يتم استبدال جميع طلبات الإنشاء بمعادلات لا تستخدمه. على سبيل المثال في لغات البرمجة الحتمية ولابد أن تكون في حلقات منتظمة مع إمكانية استبدالها أثناء عمليات التواصل مع البرامج ويكون الاستبدال بشكل منظم من لغة لأخرى من لغات البرمجة في الكمبيوتر.
وبوجه عام يستخدم المصطلح لوصف بناء الجملة بأنها مصممة لسهولة التعبير. على سبيل المثال: في رمز
جيم # مثلاً كرموز ذات خاصية يمكن من خلالها وعند استخدمها بطريقة معينة في تنفيذ برنامج يجعلنا نصل إلي ما يسمى التجميل النحوي وهو كذلك تقريبا، ولكن لا يمكن أن نجده بنفس القوة في كامل اللغة والحروف للانتقال إلي لغة أخرى أي أنها غير مرتبطة بالتعبير عن وظيفة واحدة بل هناك من الوظائف ما هو على نطاق أوسع وعند استبيان لغات البرمجة لوضع رمز الجهاز مع الكثير من التجميل النحوي نري ما هو غير صحيح وفي الواقع منذ تطبيق مفهوم التجميل النحوي في لغة البرمجة انتشرت في جميع لغات الكمبيوتر المختلفة.
وقد وضع هذا المصطلح من قبل بيتر لندين عندما كان يعمل في حساب التفاضل والتكامل حيث تمكن من ابتكار الفكرة من خلال الخلط مع عدد من العمليات مثل الإحالة لمصدر معين من المسائل الرياضية التي وفرت له ابتكار البرنامج وبعد رؤية لندين التي صممت بوضوح بعض لغات البرمجة في وقت لاحق مثل غسل الأموال والنظام باعتبارها جوهر لبناء لغة أساسية ولها مزايا مريحة وتكون على مستوى الاختلاف فإنها تتحلل إلى أن مجموعة فرعية وهذا ما هو موجود بالفعل في الواقع فإن الممارسة المعتادة للبناء الرياضي من أوليات الانتهاء إلي هذه الأفضلية اللغوية.

## نقد
بعض المبرمجين يشعرون أن هذه المميزات غير مهمة أو تافه تماما. على سبيل المثال ألان بيرليس يشير ساخراً إلي لغة الكمبيوتر التي تحتوي علي فواصل وأقواس ويري أن التجميل النحوي هذا سيجلب له السرطان من الفاصلة المنقوطة علي الأقل. انظر إلى مقالة ابقرامز في البرمجة

## مصطلحات مشتقه

### الملح النحوي
وقد تم تمديد الاستعارة عند استبدال السكر بالملح من أجل النحو مما يدل في رأيهم على أن هذه الميزة مصممة لجعل الأمر أكثر صعوبة لكتابة رموز قد تكون أسوأ عند الكتابة علي هذا النحو بالتحديد والملح النحوي عند المبرمج هوب هو أن المستخدمين للتجميل النحوي يريدون إثبات مجرد معرفتهم بتفاصيل الموضوع دون فائدة من ذلك وليس للتعبير عن عمل البرنامج ويري بعض المبرمجين أن الإعلانات المطلوبة بالملح النحوي تشترط كتابة النهاية بطريقة معينة مثل الكلمات المتشابهة(نهاية الوقت – لا نهاية --- وضع حد ---)أو وضع نقاط أو أقواس هي كتلة من الماضي كانت تسيطر علي بناء الجملة يجب التخلص منها وتحرير اللغة من التجميل النحوي المذكور.

### السكارين النحوي
وآخر التعليقات هو أن التجميل النحوي لا يخدم بناء الجملة ولا مبرر له وأن الأقواس لا تساهم في سهولة البرمجة.

## الملاحظات والمراجع
1. ↑  The Jargon File v4.4.7: "syntactic sugar" نسخة محفوظة 07 أبريل 2017 على موقع واي باك مشين.

- Landin, Peter J.; A Correspondence Between ALGOL 60 and Church's Lambda-Notation: Parts I and II, Communications of the ACM, 8(2.3):89-101, 158-165 (February and March 1965)
- Landin, Peter J.; Programming Without Imperatives - An Example, Technical report, UNIVAC Systems Programming Research, March 1965
- Landin, Peter J.; Getting Rid of Labels, Technical report, UNIVAC Systems Programming Research, July 1965
- Landin, Peter J.; A Generalization of Jumps and Labels, Report, UNIVAC Systems Programming Research, August 1965, reprinted in Higher-Order and Symbolic Computation, 11, pp. 125–143 (1998)

تستند هذة المقالة على مواد من قاموس الحوسبة المجاني على الانترنت، وهو ترخيص تحت رخصة جنو للوثائق الحرة.